# 京邕高速动车组列车
京邕高速动车组列车是中国铁路运行于首都北京市北京西站及广西壮族自治区首府南宁市南宁东站的高速动车组列车，现每天开行2对列车。其中G93/94次列车由北京局集团北京客运段担当，G421/422次列车由南宁局集团南宁客运段担当，均途经北京市、河北省、河南省、湖北省、湖南省、广西壮族自治区一市四省一区。

## 历史

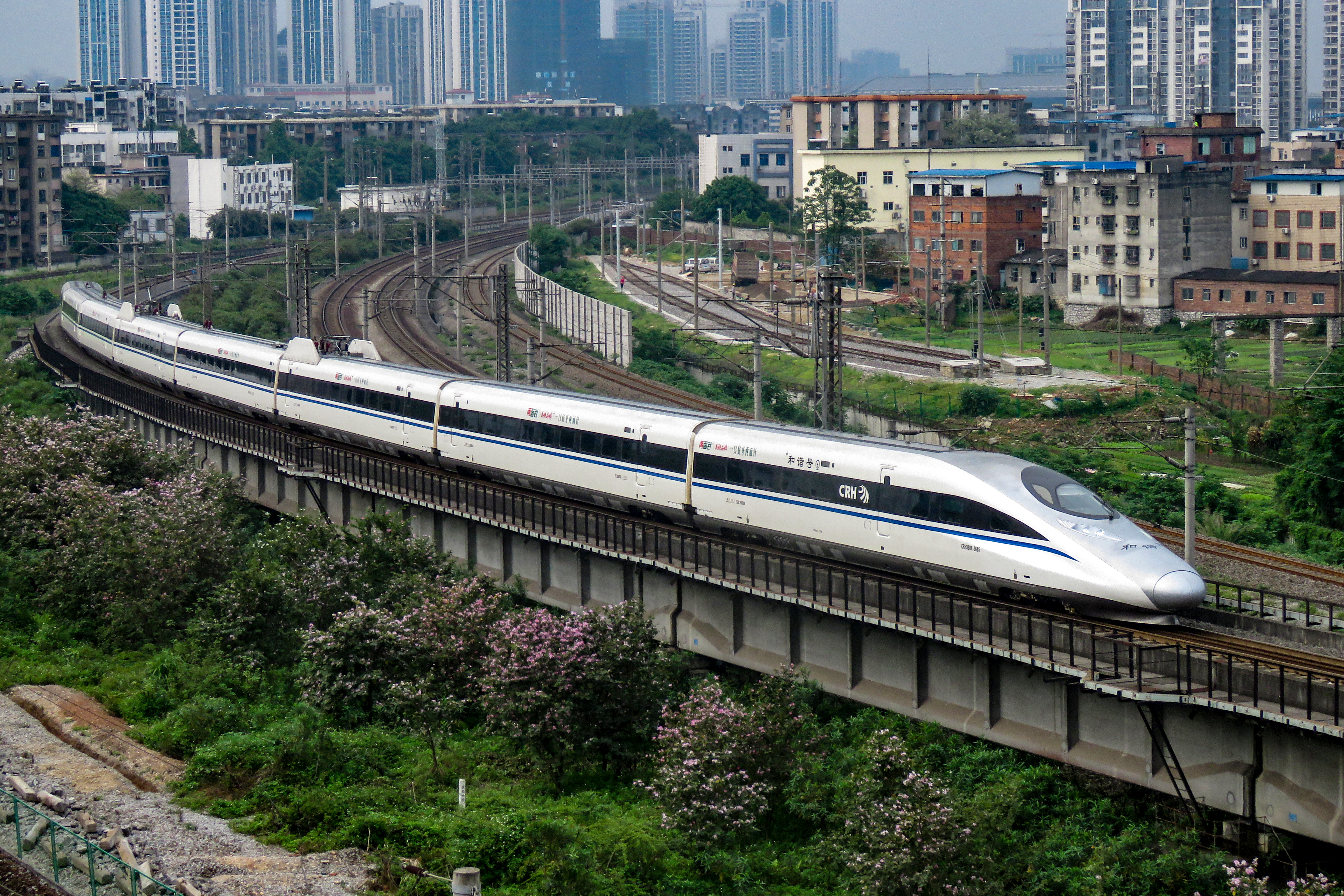
使用CRH380A的G422次列车驶出柳州站（2019年4月）

2014年7月1日，中国铁路执行新的列车运行方案图。原计划开行G421/422次列车，并将G529/530次列车终到于南宁站，但由于南宁站至南宁东站间线路施工影响，G421/422次列车未能开行，G529/530次列车暂时延长运行线路至柳州站。
2014年9月25日起，配合南宁铁路枢纽改造完成，两对列车均改由南宁站始发终到。
2014年12月26日，中国铁路运行图大幅度调整，配合南宁东站启用，两对列车调整至南宁东站始发终到。
2015年12月16日，G422次列车被广西壮族自治区旅游发展委员会冠名为“广西旅游号”，车厢展牌、行李架胶贴、列车枕头巾片、座椅小桌板等位置均有宣传广西旅游的内容。2019年9月22日，本列车与Z5/6次、Z285/6次一同启用南宁局集团进京列车乘务员专用制服。
2016年5月15日，G529/530次列车调整至南宁站始发终到。同年7月1日起，该列车延长至北海运行。
2017年1月5日，G529/530次列车缩短至南宁东站始发终到。
2019年1月5日，G529/530次列车再次延长至北海站始发终到。
2023年7月1日，G93/94次列车缩短至南宁东站始发终到。同年10月11日，G421/422次列车由和谐号CRH380A型电力动车组改用复兴号CR400AF型电力动车组。
2024年1月10日，G421/422次列车经北京地下直径线延长至北京站始发终到，但同年6月15日又缩短回北京西站，并进一步减少停站数量。

## 时刻表

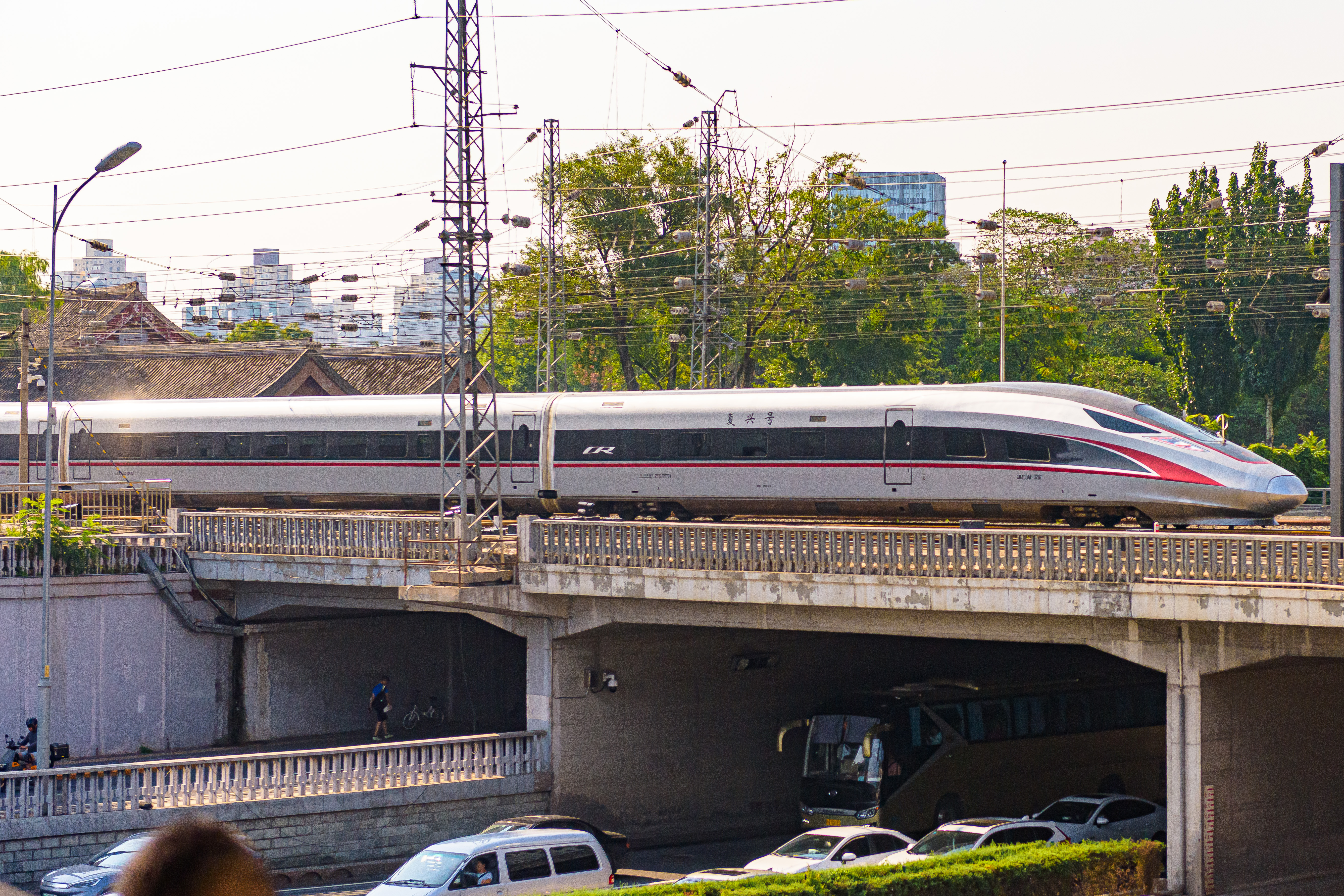
CR400AF样板车0207车组回送至北京西站，准备执行G93次列车

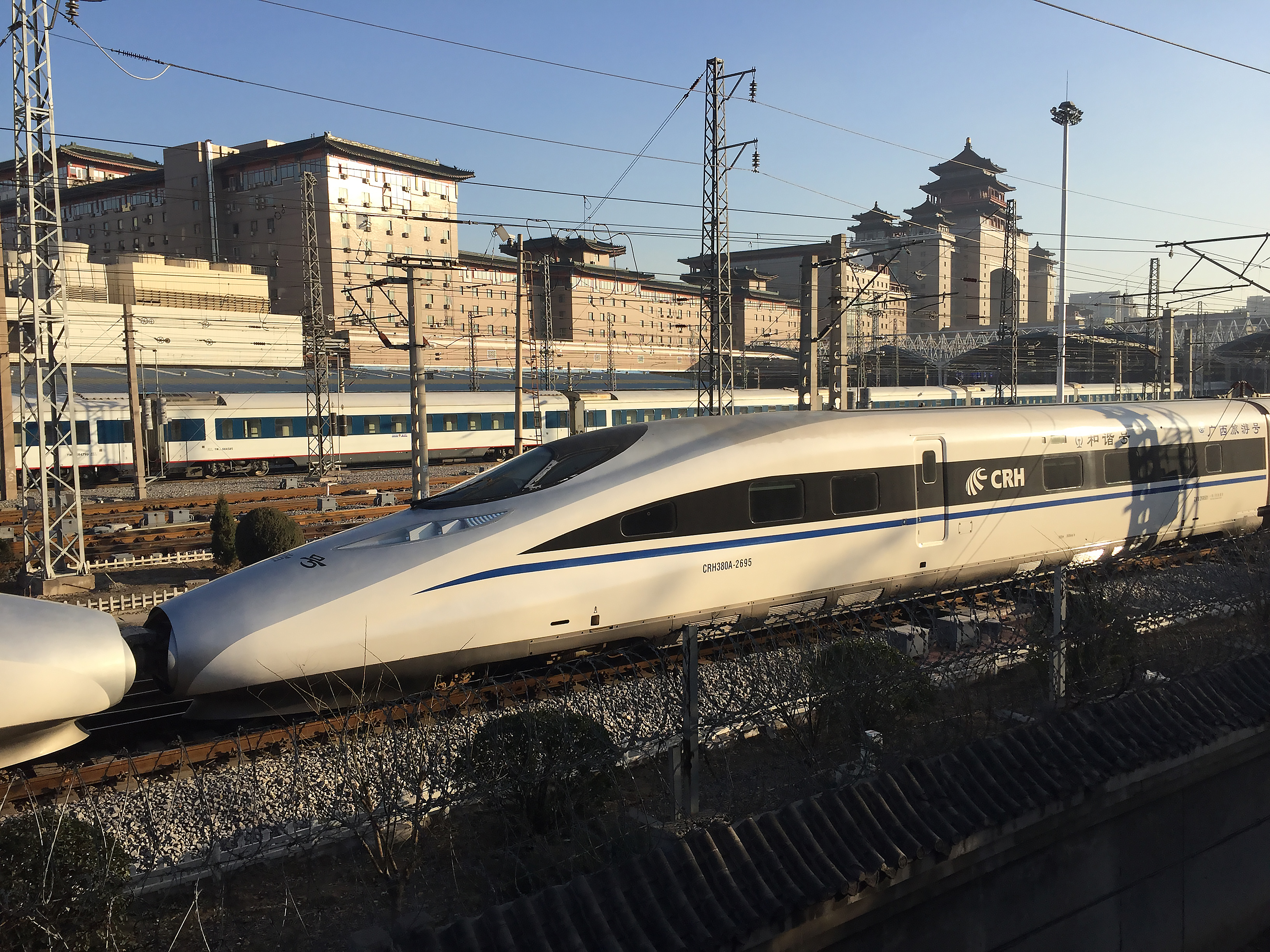
G421/422次列车最初使用统型CRH380A重联运行，首尾车身上添加了“广西旅游号”字样（2015年12月）

## 使用列车
G93/94次列车使用配属于北京局集团北京西动车运用所的CR400AF，重联运行；G421/422次列车使用配属于南宁局集团南宁动车运用所的CR400AF-S，重联运行。